# GNU Assembler
GNU Assembler или GAS (вызывается командой as) — ассемблер проекта GNU; используется компилятором GCC. Входит в пакет GNU Binutils. Кроссплатформенная программа, запускается и компилирует код для многочисленных процессорных архитектур. Распространяется на условиях свободной лицензии GPL 3.

## Синтаксис
Синтаксис и директивы GAS на всех платформах в значительной степени схожи. Директивы начинаются с точки. Многострочные комментарии обозначаются как в Си (/* … */). Однострочные комментарии на разных платформах обозначаются по-разному; например, в GAS для x86 и x86-64 они обозначаются как в C++ (// …) или как в sh (# …), в то время как в GAS для ARM они обозначаются символом @.
По умолчанию, GAS использует AT&T-синтаксис для x86 и x86-64, то есть регистры обозначаются префиксом % и регистр-приёмник указывается после источника; например код
```
  
movl
 
$42
,
 
%eax

```

помещает значение 42 в регистр eax.
В версии 2.10 (выпущенной в 2000 году) появилась поддержка варианта более привычного для x86 Intel-синтаксиса, вызываемого директивой .intel_syntax noprefix (директива .intel_syntax используется для варианта Intel-синтаксиса, в котором регистры обозначаются префиксом %). Например, код
```
.intel_syntax
 
noprefix

  
mov
 
eax
,
 
42

```

равноценен коду с AT&T-синтаксисом, указанному выше.

## Примеры
Ниже приведены примеры программы Hello, world! для GAS под Linux.
```
.data

msg:

    
.ascii
 
"Hello, world!\n"

    
len
 
=
 
.
 
-
 
msg
      
# символу len присваивается длина строки

.text

    
.global
 
_start
     
# точка входа в программу

_start:

    
movl
  
$4
,
 
%eax
     
# системный вызов № 4 — sys_write

    
movl
  
$1
,
 
%ebx
     
# поток № 1 — stdout

    
movl
  
$msg
,
 
%ecx
   
# указатель на выводимую строку

    
movl
  
$len
,
 
%edx
   
# длина строки

    
int
   
$0x80
        
# вызов ядра

    
movl
  
$1
,
 
%eax
     
# системный вызов № 1 — sys_exit

    
xorl
  
%ebx
,
 
%ebx
   
# выход с кодом 0

    
int
   
$0x80
        
# вызов ядра

```

```
.intel_syntax

.data

msg:

    
.ascii
 
"Hello, world!\n"

    
len
 
=
 
.
 
-
 
msg
      
# символу len присваивается длина строки

.text

    
.global
 
_start
     
# точка входа в программу

_start:

    
mov
  
%eax
,
 
4
       
# системный вызов № 4 — sys_write

    
mov
  
%ebx
,
 
1
       
# поток № 1 — stdout

    
mov
  
%ecx
,
 
OFFSET
 
FLAT
:
msg
   
# указатель на выводимую строку

                       
# OFFSET FLAT означает использовать тот адрес,

                       
# который msg будет иметь во время загрузки

    
mov
  
%edx
,
 
len
     
# длина строки

    
int
  
0x80
          
# вызов ядра

    
mov
  
%eax
,
 
1
       
# системный вызов № 1 — sys_exit

    
xor
  
%ebx
,
 
%ebx
    
# выход с кодом 0

    
int
  
0x80
          
# вызов ядра

```

```
.data

msg:

    
.ascii
 
"Hello, world!\n"

    
len
 
=
 
.
 
-
 
msg
   
@
 
в
 
GAS
 
для
 
ARM
 
комментарии
 
начинаются
 
с
 
@
 
или
 
заключаются
 
в
 
/* */

.text

    
.global
 
_start
  
@
 
точка
 
входа
 
в
 
программу

_start:

    
mov
  
r7
,
 
#4
     
@
 
системный
 
вызов
 
№
 
4
 
—
 
sys_write

    
mov
  
r0
,
 
#1
     
@
 
поток
 
№
 
1
 
—
 
stdout

    
ldr
  
r1
,
 
=
msg
   
@
 
указатель
 
на
 
выводимую
 
строку

    
ldr
  
r2
,
 
=
len
   
@
 
длина
 
строки

    
swi
  
#0
         
@
 
вызов
 
ядра

    
mov
  
r7
,
 
#1
     
@
 
системный
 
вызов
 
№
 
1
 
—
 
sys_exit

    
mov
  
r0
,
 
#0
     
@
 
выход
 
с
 
кодом
 
0

    
swi
  
#0
         
@
 
вызов
 
ядра

```